# سيلفيو ماريتش
سيلفيو ماريتش (بالكرواتية: Silvio Marić)‏ (مواليد 20 مارس 1975) هو لاعب كرة قدم. يلعب مع منتخب كرواتيا لكرة القدم. سبق له أن لعب في كأس العالم لكرة القدم مع منتخب بلاده.

## روابط خارجية
- سيلفيو ماريتش على موقع الاتحاد الدولي (مؤرشف)  (الإنجليزية)
- سيلفيو ماريتش على موقع قاعدة بيانات كرة القدم.إي يو (الإنجليزية)
- سيلفيو ماريتش على موقع ناشيونال فوتبول تيمز (الإنجليزية)
- سيلفيو ماريتش على موقع Soccerway.com (الإنجليزية)
- سيلفيو ماريتش على موقع عالم كرة القدم.نت (الإنجليزية)